# Dinslaken
Die Hansestadt Dinslaken [ˈdi:nslaːkn̩] liegt am unteren Niederrhein am nordwestlichen Rand des Ruhrgebiets in Nordrhein-Westfalen und ist eine große kreisangehörige Stadt des Kreises Wesel im Regierungsbezirk Düsseldorf.

## Geographie

### Lage
Dinslaken grenzt im Süden an den Duisburger Stadtteil Walsum sowie an Oberhausen und ist etwa 13 km von Wesel im Nordwesten entfernt. Im Osten grenzt der Naturpark Hohe Mark-Westmünsterland an.

### Ausdehnung des Stadtgebiets
Die Gesamtfläche des Stadtgebietes beträgt rund 48 Quadratkilometer. Die maximale Nord-Süd-Ausdehnung liegt bei 8,5 Kilometern, in west-östlicher Richtung sind es 12,4 Kilometer. Der höchste Punkt des Stadtgebiets liegt 113,0 m, der tiefste Punkt 20,5 m ü. NN.

### Nachbargemeinden
Die Stadt Dinslaken grenzt im Norden an die Gemeinde Hünxe, im Osten an die kreisfreie Stadt Bottrop, im Südosten an die kreisfreie Stadt Oberhausen, im Süden an die kreisfreie Stadt Duisburg sowie im Westen und Nordwesten an die Städte Rheinberg und Voerde.

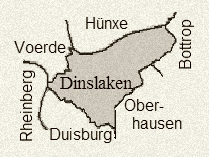
Nachbargemeinden und -städte Dinslakens

### Stadtgliederung
Räumlich ist das Stadtgebiet in folgende zehn Siedlungsbezirke gegliedert (in Klammern die Einwohnerzahlen am 31. Dezember 2020 entsprechend der Website der Stadt, also ggf. abweichend von den Angaben des Landesamtes)

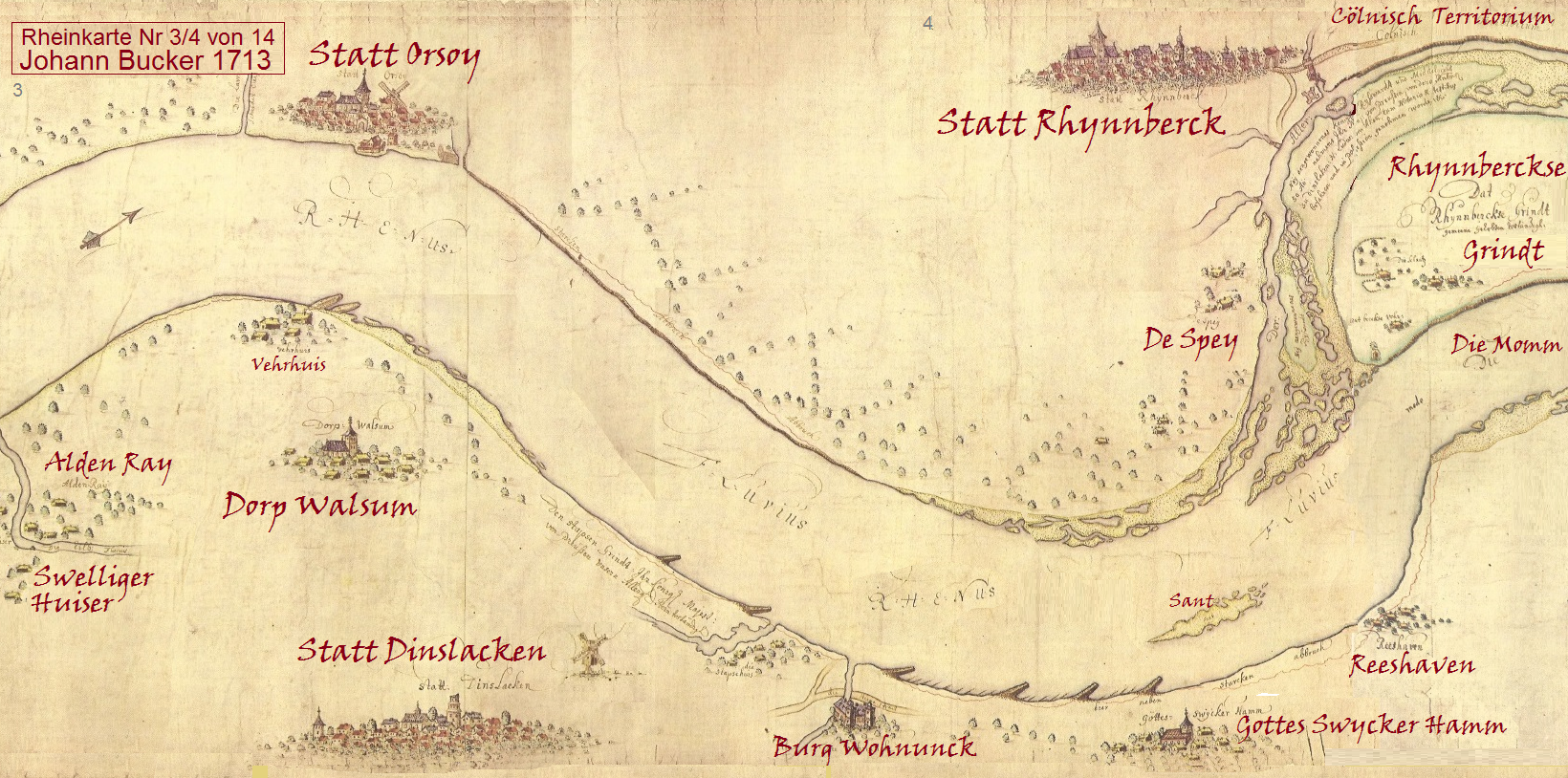
Nach Johann Bucker: Rheinverlauf bei Dinslaken und Rheinberg, anno 1713

- Averbruch (6.659)
- Blumenviertel (6.781)
- Eppinghoven (4.080)
- Feldmark (Dinslaken) (11.864)
- Grafschaft (552)
- Hagenviertel (5.105)
- Hiesfeld (15.389)
- Innenstadt (8.634)
- Lohberg (6.341)
- Oberlohberg (4.431)

### Lage am Rhein
Dinslaken und das Umland lagen immer im Einwirkungsbereich der sich verändernden Uferlinien des Rheins infolge von Hochwasser, Anlandungen, Abbrüchen und Rheinverlagerungen.
Die Karte des Kartographen Johann Bucker aus dem Jahre 1713 zeigt die typische Stadtsilhouette (mit dem abgebrochenen Turm) und die seitlich postierte Mühle. Zu dieser Zeit entsprach das Rheinbett bereits weitgehend dem heutigen Stromverlauf. Allerdings verlief auf der anderen, westlichen Rheinseite bei Rheinberg noch ein Altrheinarm, der erst im Laufe des 19. Jahrhunderts weitgehend verlandete und sich heute nur noch als Kuhlen und alter Bachlauf darstellt.

## Geschichte

### Mittelalter
Ausgangspunkt der historischen Entwicklung Dinslakens wird eine Motte gewesen sein, ein Wohnhügel mit Graben und Schutzwall, an der Stelle der heutigen Burg gelegen. Der Name Dinslaken erklärt sich aus den bis in die 1950er Jahre im Stadtgebiet vorhandenen Tümpeln, Laken. Im 12. Jahrhundert wurde Dinslaken in einem Grund- und Zinsbuch des Klosters Werden als „Lake juxta instincfeld“ (Lake bei Hiesfeld) erstmals urkundlich erwähnt. 1288 gelangte die Burg an den Grafen von Kleve und diente als rechtsrheinische Bastion gegenüber dem Besitz des Erzbischofs von Köln. Bereits 1273 verlieh Graf Dietrich VII. von Kleve der Ortschaft Stadtrechte. Im Laufe des Mittelalters diente die Burg als einer der Sitze der Grafen von Kleve, Sitz eines Amtmannes oder später Verwaltungszentrum. Dinslakener Gewerbetreibende konzentrierten sich in dieser Zeit vor allem auf die Produktion und den Verkauf von Tuch und Leinen. Am 21. September 1412 stellte Graf Adolf II. von Kleve eine Urkunde aus, in der er der Stadt Dinslaken ein „Wollenamt“ (eine Tuchmachergilde) bewilligte. Vor 1433 entstand der Schwesternkonvent Marienkamp. 1478 erhielt Dinslaken Marktrechte und trat 1540 der Hanse bei.

### Frühe Neuzeit
Während des Achtzigjährigen Kriegs wurde die Dinslakener Burg 1627 durch niederländische Truppen eingenommen und niedergebrannt, jedoch später wiedererrichtet. 1667 ging Dinslaken in den Besitz der Kurfürsten von Brandenburg über. Erst 1770 wurde der Turm der Burg durch Blitzschlag schwer beschädigt und die Burg zum Sitz des Rentmeisters umfunktioniert.
Im Jahre 1709 erwähnte eine von Wesel ausgehende Botenpost erstmals die Bezeichnung „Dinslaken“, ab 1712 bestand bereits eine regelmäßige Postwagenverbindung von Düsseldorf über Dinslaken bis Wesel. 1753 wurde die Stadt Sitz eines collegialischen Landgerichts im Herzogtum Kleve. 1784 zählte Dinslaken 870 Einwohner. In der Franzosenzeit gehörte Dinslaken zum Großherzogtum Berg und bildete 1808 eine Mairie nach französischem Vorbild im Kanton Dinslaken, der zum Arrondissement Essen des Départements Rhein gehörte. Zur Mairie Dinslaken gehörte neben der eigentlichen Stadt Dinslaken auch Hiesfeld und Walsum.

### 19. Jahrhundert
Nachdem Dinslaken nach den Napoléonischen Kriegen 1814 zurück an Preußen gefallen war, wurde 1816 der Kreis Dinslaken gegründet. Aus der Mairie Dinslaken wurde die Bürgermeisterei Dinslaken. Der Kreis Dinslaken wurde 1823 mit dem Kreis Essen zum neuen Kreis Duisburg zusammengefasst. Erst zum 1. April 1909 existierte wieder ein Landkreis Dinslaken, nachdem das Gebiet vom 8. Dezember 1873 zum Landkreis Mülheim an der Ruhr und vom 20. April 1887 zum Landkreis Ruhrort gehört hatte. Während der Märzrevolution 1848 wurde zur Aufrechterhaltung von Ruhe und Ordnung eine Bürgergarde gebildet; am 4. Mai besuchte Prinz Wilhelm von Preußen (später Kaiser Wilhelm I.) die Stadt.
1850 entstand im Zuge der Industrialisierung eine Leimfabrik, später auch eine Zündkerzenfabrik, 1873 eine Eisengießerei. Die Dinslakener Burg wurde 1853 von der Familie de Fries erworben, die darin Landwirtschaft und eine Schnapsbrennerei etablierte. Die wirtschaftliche Bedeutung Dinslakens lässt sich vor allem am Ausbau der Infrastruktur erahnen. 1855 hatte Dinslaken 1752 Einwohner. Am 1. Juli 1856 wurde nach einer Bauzeit von nur zwei Jahren der Abschnitt Oberhausen–Dinslaken der Hollandstrecke durch die Cöln-Mindener Eisenbahngesellschaft in Betrieb genommen und infolgedessen der Postkutschenverkehr eingestellt. Die Stadt Dinslaken nahm am 25. Mai 1857 die Rheinische Städteordnung an. Seitdem wurde zwischen der Stadtbürgermeisterei Dinslaken und der Bürgermeisterei Dinslaken-Land unterschieden, die die Gemeinden Hiesfeld und Walsum umfasste und weiterhin von Dinslaken aus verwaltet wurde.
Durch den Ausbruch der Cholera 1866/1867 verringerte sich die Bevölkerungszahl vorübergehend. 1871 lebten in Dinslaken 2147 Menschen. 1883 wurde das St.-Vinzenz-Hospital gegründet, die Freiwillige Feuerwehr Dinslaken folgte 1890 ebenso wie die Ortsgruppe der SPD. Im selben Jahr bildete sich die Kolpingsfamilie als Gesellen- und Arbeiterverein. Über das Jahr 1884 wurden erstmals mehr als 10.000 Tiere auf dem Dinslakener Viehmarkt dargeboten, der schon in den Jahren zuvor für wirtschaftlichen Aufschwung gesorgt und Dinslaken zu einem Zentrum am Niederrhein gemacht hatte. 1896 wurde ein neues Amtsgerichtsgebäude fertiggestellt, welches später auch als Rathaus genutzt werden sollte. Im selben Jahr erwarben August und Josef Thyssen in Dinslaken Land, auf dem 1897 der Bau des Walzwerks der Gewerkschaft „Deutscher Kaiser“ begann. Im selben Jahr entstanden die ersten Sportvereine Dinslakens: der Männer-Turnverein „Rheinwacht Dinslaken“ und der Turnverein „Gut Heil“.

### 1900–1929

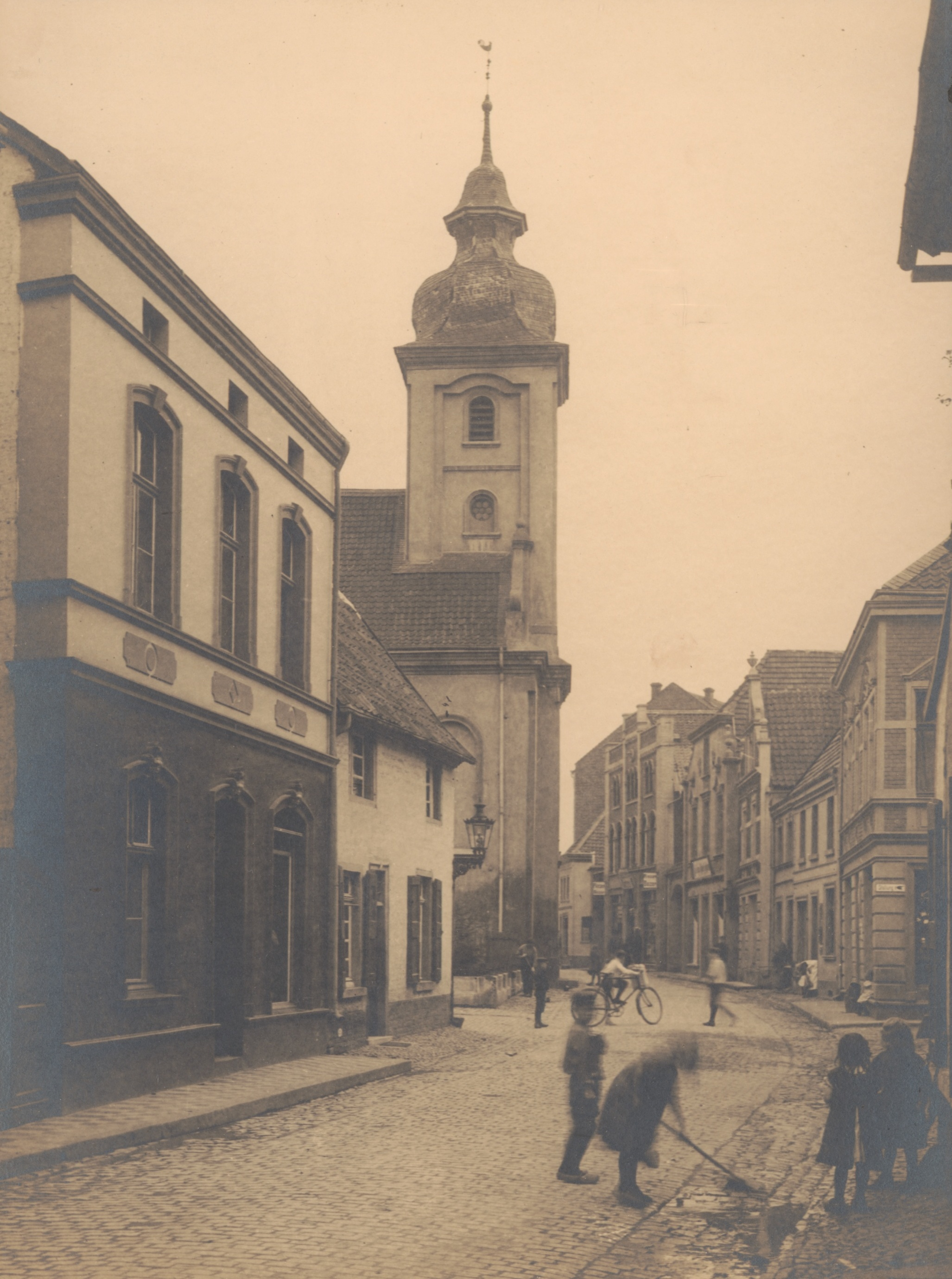
Straßenszene in Dinslaken, Erwin Quedenfeldt, 1909

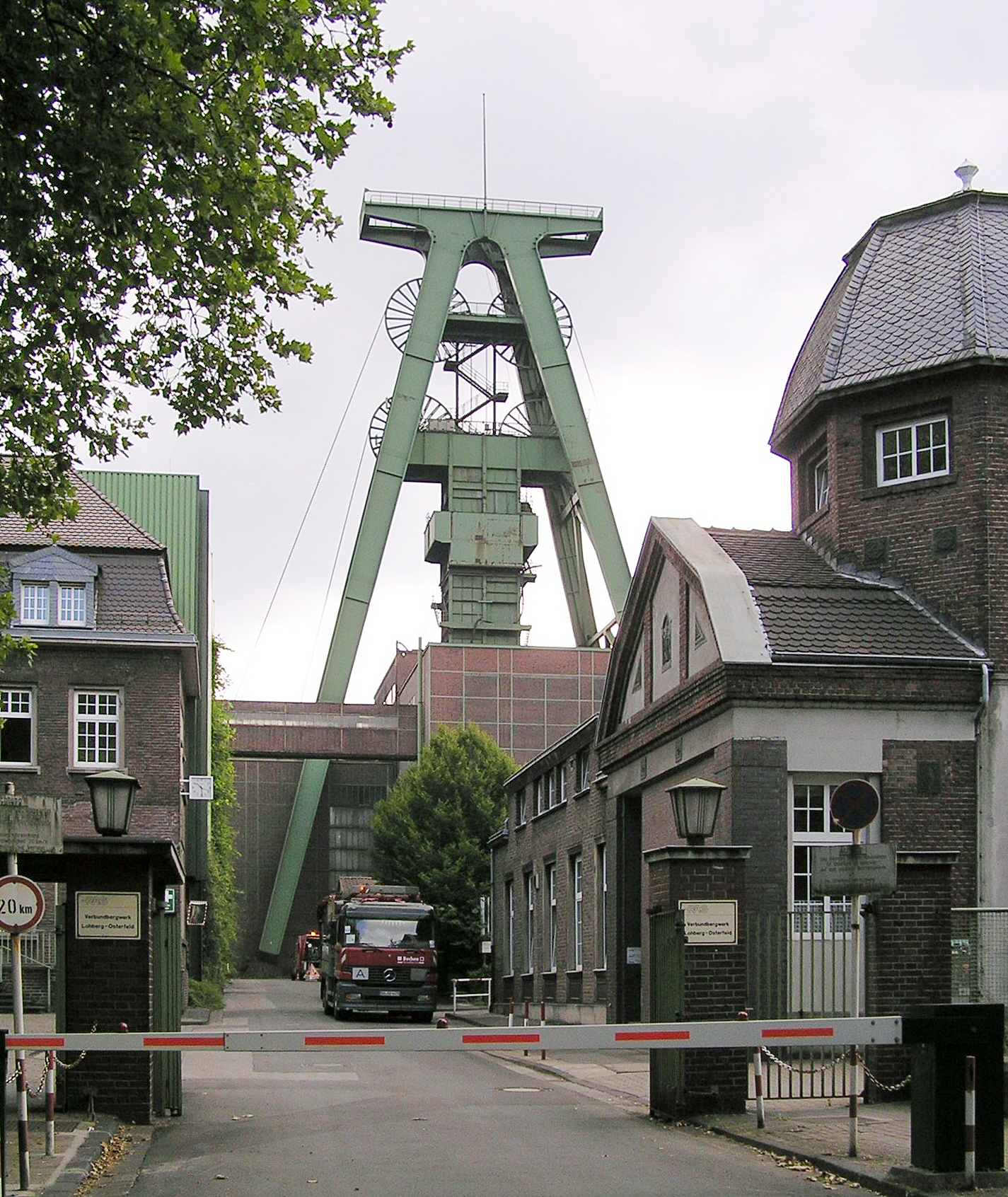
Zeche Lohberg

Im Jahre 1900 beschloss der Dinslakener Stadtrat den Bau eines Wasser- und eines Gaswerks sowie die Rückerwerbung der Dinslakener Burg, während die erste Straßenbahn Dinslakens nach Duisburg-Neumühl den Betrieb aufnahm. Drei Jahre später wurden die ersten Straßenlaternen aufgestellt. Walsum und Hiesfeld, bis dahin von Dinslaken verwaltet, bildeten 1905 eigene Bürgermeistereien. 1906 begann die bis 1912 andauernde Errichtung der Zeche „Lohberg“, wo erstmals 1909 Kohle gefördert werden konnte. Zum 1. April 1909 wurde erneut ein Landkreis Dinslaken eingerichtet. Im selben Jahr wurde die ehemalige Burganlage zum Kreishaus umgestaltet; bevor jedoch die ersten Arbeiten aufgenommen werden konnten, wurden Teile der Anlage bei einem Brand zerstört. Der Viehmarkt gewann indes noch weiter an Bedeutung, so dass im selben Jahr 33.500 Tiere angeboten wurden. Bereits seit 1908 berichtete der „Dinslakener Generalanzeiger“ als erste Tageszeitung Dinslakens, 1910 wurde eine Volksbücherei eingerichtet. 1913 zählte Dinslaken erstmals mehr als 10.000 Bürger. Im folgenden Jahr förderte die Zeche Lohberg 27.000 Tonnen Kohle. Eine Straßenbahnlinie vom Bahnhof nach Lohberg ging in Betrieb (1914). Während des Ersten Weltkrieges wurde die 1914 erbaute Viehhalle zum Kriegsgefangenenlager umfunktioniert und 1916 ein neuer Bahnhof in Betrieb genommen. 1917 verlieh der Stadtrat sowohl August Thyssen als auch Paul von Hindenburg die Ehrenbürgerschaft. Im selben Jahr wurde die bis dahin selbstständige Gemeinde Hiesfeld nach Dinslaken eingemeindet.
In der Endphase des Ersten Weltkrieges 1918 brach in Deutschland die Novemberrevolution aus, was zum Ende der Monarchie führte. Auch in der Stadt Dinslaken bildete sich ein Arbeiter- und Soldatenrat, und der Stadtrat beschloss die Bildung einer Schutzwehr. Bei den Wahlen zur Deutschen Nationalversammlung 1919 kam es insbesondere durch Konflikte mit kommunistischen Gruppen zu Unruhen in Dinslaken, die mit der Erschießung eines Arbeiters in Lohberg ihren tragischen Höhepunkt fanden. Im folgenden Jahr besetzten aufständische Arbeiter und Soldaten unter dem Namen „Rote Armee“ die Stadt; der Betriebsdirektor der Zeche Lohberg fiel im selben Jahr einem Mordanschlag zum Opfer. Als das Ruhrgebiet am 11. Januar 1923 wegen rückständiger Reparationszahlungen nach dem Friedensvertrag von Versailles von Frankreich und Belgien besetzt wurde, marschierten belgische Truppen auch in Dinslaken ein. Die Stadt, wirtschaftlich durch die aufkommende Inflation und Massenarbeitslosigkeit geschwächt, begann im selben Jahr eigenes Geld zu drucken, kurz darauf wurde jedoch auch in Dinslaken die Rentenmark eingeführt. Die allgemeinen Unruhen, insbesondere in Lohberg, setzten sich jedoch fort, es kam zu politischen Morden, der Betrieb der Zeche Lohberg kam zum Erliegen.
1924 räumten die belgischen Besatzer Dinslaken, und die Kohleförderung in Lohberg wurde erneut aufgenommen. Noch im selben Jahr besuchte Konrad Adenauer die Stadt, die sich langsam von den Wirrungen der Vorjahre erholte. 1926 gingen die August-Thyssen-Hütte und das Walzwerk Dinslaken in der neu gegründeten „Vereinigte Stahlwerke AG“ auf. Zwei Jahre darauf entstand die Baugenossenschaft „Hausbau GmbH“. 1930 wurde eine weitere Straßenbahnlinie der Kreis Ruhrorter Straßenbahn AG nach Hiesfeld eingerichtet.

### Nationalsozialismus und Zweiter Weltkrieg
1930 entstand eine Ortsgruppe der NSDAP, kurze Zeit später organisierte sich die Hitlerjugend. Als Gegenbewegung entstand 1931 mit Unterstützung der KPD der Kampfbund gegen den Faschismus. 1933 trat der Stadtrat schließlich unter Ausschluss der Fraktionsangehörigen von KPD und SPD zusammen. Daraufhin begann die systematische Diskriminierung der jüdischen Bevölkerung, die 1935 offiziell vom Handel an den Viehmärkten ausgeschlossen wurde. In der Reichspogromnacht am 9. November 1938 wurden die Synagoge und das jüdische Waisenhaus zerstört, ebenso Geschäfte und Wohnhäuser jüdischer Bürger. Die jüdische Schule wurde geschlossen. 35 Dinslakener Waisenkinder wurden am folgenden Morgen vor den Augen zahlreich versammelter Stadtbewohner gemeinsam mit einem ihrer Lehrer und Erzieher aus der Stadt mit einem Leiterwagen, den die ältesten der Kinder schieben mussten, vertrieben. Ihr Verbleib ist bis heute größtenteils ungeklärt. Ihr Leidensweg führte über Köln, Holland und Belgien. Jüdische Männer im Alter unter 60 Jahren – viele von ihnen hochdekorierte Soldaten des Ersten Weltkrieges – wurden von Dinslaken aus ins KZ Sachsenhausen und das KZ Dachau deportiert. Das Waisenhausgebäude wurde in den nachfolgenden Jahren durch die NSDAP genutzt – heute erinnert an dieser Stelle ein Gedenkstein an die damaligen Ereignisse. An den sogenannten Judenzug, den Zug der Kinder, erinnert zudem eine Skulptur des Dinslakener Künstlers Alfred Grimm in der Nähe des Dinslakener Rathauses. Von den ehemals etwa 250 Juden lebte 1942 niemand mehr in der Stadt.
Zum Kriegsausbruch 1939 gab es in Dinslaken rund 7480 Wohnungen.
Während des Zweiten Weltkrieges wurden Teile der Kirchheller Heide zur Anlage eines Feldflughafens enteignet; bereits 1940 wurde Dinslaken daraufhin Ziel alliierter Bombenangriffe. 1944 gehörten diese beinahe zum Alltag und fanden im Juni ihren vorläufigen Höhepunkt, als 130 Sprengbomben auf die Stadt fielen. Beim Luftangriff auf Dinslaken am 23. März 1945, bei dem alliierte Bomberstaffeln den Ort schließlich „sturmreif“ schossen, starben 511 Menschen, darunter auch 40 Zwangsarbeiter (Quelle: Stadtarchiv, 22. März 2005). Insgesamt kamen in Dinslaken während des Zweiten Weltkrieges 739 Zivilisten und 165 Zwangsarbeiter ums Leben. Dinslaken wurde zu mehr als 80 Prozent zerstört. Am Morgen des 24. März 1945 rückte die 79. US-Infanteriedivision im Rahmen der Operation Flashpoint als Teil der Operation Plunder über den Rhein nach Dinslaken vor und konnte es schließlich einnehmen. Bereits im April wurde im besetzten Dinslaken die Förderung der Zeche Lohberg wieder aufgenommen. Im Mai zogen die US-amerikanischen Truppen ab. Dinslaken wurde Teil der britischen Besatzungszone. Gleichzeitig suchten erste Flüchtlinge aus den von sowjetischen Truppen besetzten Ostgebieten eine neue Heimat in Dinslaken.

### Nachkriegsgeschichte
1946 ernannte die Militärregierung den neuen Kreistag. Zum 1. April trat nach britischem Vorbild eine neue Gemeindeordnung in Kraft, Mitte des Monats fanden die ersten freien und geheimen Kreistagswahlen statt. Landrat wurde Arnold Verhoeven. Im September konnten die Bürger Dinslakens erstmals einen neuen Stadtrat wählen. Im Oktober wurde Wilhelm Lantermann zum Bürgermeister gewählt. In Trägerschaft des Kreises Dinslaken wurde zudem eine Volkshochschule gegründet.
1947 wurde das Bandeisenwalzwerk, ehemals das modernste und leistungsfähigste Europas, demontiert, 1948 die Müllabfuhr modernisiert und die letzten Pferdefuhrwerke des städtischen Fuhrparks endgültig durch LKW ersetzt. Im selben Jahr wurde die Emscher in ein neues Flussbett am südwestlichen Stadtrand umgeleitet. Zeitgleich begann der Austausch der bisherigen Gas-Straßenlaternen durch elektrische Laternen, während der Wiederaufbau der Stadt nach den Zerstörungen des Kriegs vorangetrieben wurde. 1950 zählte Dinslaken 32.651 Einwohner als Ergebnis einer Volks-, Berufs-, Wohnungs- und Arbeitsstättenzählung. Der Großviehmarkt, vor wenigen Jahrzehnten noch wirtschaftliches Standbein der Stadt, wurde im selben Jahr aus Rentabilitätsgründen eingestellt. 1954 wurde mit der Trabrennbahn am Bärenkamp die einzige Halbmeilenbahn Deutschlands eröffnet und 1959 Heinrich Lübke als Bundestagsabgeordneter des Kreises Dinslaken zum Bundespräsidenten gewählt.
Nachdem schon 1955 Banater Schwaben und Kroatiendeutsche im Ortsteil Hiesfeld angesiedelt worden waren, wurden 1960 vor allem italienische Gastarbeiter für den Bergbau und die Industrie angeworben, später auch Griechen, Koreaner und Türken. 1961 betrug die Einwohnerzahl noch 45.486, 1969 bereits 55.300. Ab 1971 sorgten Aussiedler aus Polen für weiteren Bevölkerungszuwachs. 1973 starb Wilhelm Lantermann nach 26 Jahren Amtszeit als Bürgermeister, sein Nachfolger wurde Karl Heinz Klingen. Im selben Jahr feierte Dinslaken sein 700-jähriges Stadtjubiläum.
1975 wurde der Kreis Dinslaken im Zuge des 2. Neugliederungsprogramms mit Teilen der Kreise Moers und Rees zum neuen Kreis Wesel vereinigt. Dabei verlor Dinslaken den Sitz des Kreises. 1978 überschritt Dinslaken die 60.000-Einwohner-Marke. Zum Gedenken an die einstige jüdische Gemeinde Dinslakens und die geflohenen oder deportierten jüdischen Mitbürger wurden 1981 Gedenkplatten aufgestellt, die an das ehemalige Waisenhaus und an die zerstörte Synagoge erinnern. Seit 1993 würdigt zudem ein Mahnmal des Hünxer Künstlers Alfred Grimm an die ehemals bestehende jüdische Gemeinde. Mehr als 30 jüdische Gäste aus aller Welt, überwiegend ehemalige Dinslakener Bürger, wurden zur Enthüllung des Mahnmals durch die Stadt zu einem einwöchigen Besuch eingeladen.
1991 kam Dinslaken überregional in die Schlagzeilen. Im Mai versickerten rund 270.000 Liter Benzin aus einer gebrochenen Pipeline an der Bundesautobahn 3 ins Erdreich. In Hiesfeld wurde kurz darauf vermutlich aufgrund des Bergbaus eine Gasleitung beschädigt, das Leck jedoch rechtzeitig entdeckt und versiegelt. Bergarbeiter der Zeche Lohberg traten aus Protest gegen die Kohlepolitik der Bundesregierung 1000 Meter unter Tage in einen Hungerstreik, der bald auch in weiteren Zechen der Region ausgerufen wurde. Im Jahr 1996 brannten über 100 Tage Mahnfeuer, da die Kumpel der Zeche Lohberg-Osterfeld ihre Arbeitsplätze durch die restriktive Kohlepolitik gefährdet sahen. 1997 überschritt Dinslaken die Marke von 70.000 Einwohnern. Ende des Jahres 2005 wurde die Zeche Lohberg-Osterfeld geschlossen.
Mit der Reihe „Local Heroes“ machte Dinslaken als erste Teilnehmerkommune des Kulturhauptstadtjahres im Januar 2010 den Programmauftakt zur europäischen Kulturhauptstadt Ruhr 2010.
Der Stadtteil Dinslaken-Lohberg war bekannt für seine salafistische Dschihadistenszene. Seit dem Jahr 2016 spielen Dinslaken und der Begriff „Lohberger Brigade“ in den jährlichen Verfassungsschutzberichten des Landes Nordrhein-Westfalen keine Rolle mehr.
Im Juli 2016 wurde das neugebaute Stadtarchiv in der Dinslakener Altstadt am Elmar-Sierp-Platz gegenüber dem Voswinckelshof eröffnet.
1996 gründete sich in Dinslaken die erste Kulturaktiengesellschaft Deutschlands. Engagierte Bürgerinnen und Bürger gründeten die Freilicht AG und jedes Jahr im Sommer findet das Fantastival statt. Für 10 Tage organisieren ehrenamtlich tätige Personen ein überwältigendes Musik- und Kulturprogramm mit internationalen Künstlerinnen und Künstlern, welches im Dinslakener Burgtheater stattfindet.

### Eingemeindungen
Am 1. Juli 1917 wurde der nördliche Teil der damaligen Gemeinde Hiesfeld eingegliedert. Am 1. Januar 1975 kamen der Stadtteil Eppinghoven der Stadt Walsum und ein Gebiet der Gemeinde Voerde (Niederrhein) hinzu.

### Ausgliederungen
Am 1. Januar 1975 wurde ein Gebietsteil mit damals etwa 800 Einwohnern an die Stadt Duisburg abgetreten.

### Wappen, Banner und Logo

Historisches Wappen
Modernes Wappen
Wappen der ehem. Gemeinde Hiesfeld
Banner
Logo

| Wappen der Stadt Dinslaken | Blasonierung: „In Silber (Weiß) eine rote Torburg mit offenem Tor in der beidseitig ansteigenden Zinnenmauer mit drei Türmen; der mittlere breiter, höher und gezinnt, die schlankeren Seitentürme haben Kugelspitzen.“                                                |
| Wappen der Stadt Dinslaken | Wappenbegründung: Das vom preußischen Staatsministerium 1928 erneut verliehene Wappen ist abgeleitet vom ältesten Hauptsiegel aus der Zeit nach der Stadterhebung durch Graf Dietrich IV. von Kleve im Jahre 1273. Es drückt die Befestigung der klevischen Stadt aus. |

Als Flagge (Banner) führt die Stadt Dinslaken in Längsrichtung die Farben rot-weiß mit dem beschriebenen Wappen.

### Dinslakener Platt
Dinslakener Platt, die Mundarten der Ortsteile ebenso wie die Dialekte der angrenzenden Gemeinden, basieren auf den Niederfränkischen Sprachen, die zur Zeit der frühmittelalterlichen Expansion der Franken am Niederrhein gesprochen wurden. Die Mundarten zwischen Emmerich und Duisburg/Mülheim-Ruhr werden dem nördlich der Uerdinger Linie gesprochenen Nordniederfränkischen zugerechnet (auch Kleverländisch genannt). Es ist gekennzeichnet durch die Verwendung von „ek“ für das Personalpronomen „ich“. Südlich dieser Linie, im Südniederfränkischen (auch limburgisch genannt) wird stattdessen „isch“ oder „esch“ anstelle von „ich“ gesprochen. Noch weiter südlich verläuft die Benrather Linie (maake-maache-Unterscheidung), die das Südniederfränkische zum Mittelfränkischen (mit den ripuarischen Dialekten, u. a. Kölsch) abgrenzt. Östlich von Oberhausen verläuft außerdem zum Westfälischen hin die Einheitsplurallinie.
Obwohl Dinslakener Platt in Vereinen und Mundartzirkeln gepflegt wird, geht die Zahl der Mundartsprecher ständig zurück. Jüngere Menschen verwenden immer häufiger eine Niederrheinisches Deutsch genannte Umgangssprache, mit Elementen des sogenannten Ruhrdeutsch – von Wissenschaftlern Regiolekt genannt.

### Einwohnerentwicklung
Bis in das 19. Jahrhundert war Dinslaken eine kleine Stadt mit wenigen hundert Einwohnern. Die Bevölkerung wuchs im Laufe der Jahrhunderte nur langsam und ging durch die zahlreichen Kriege, Seuchen und Hungersnöte immer wieder zurück. 1784 lebten in der Stadt 870 Menschen, bis 1890 stieg die Einwohnerzahl auf 2700. Mit der Industrialisierung und der Entwicklung des Bergbaus im 20. Jahrhundert beschleunigte sich das Bevölkerungswachstum.
1917 brachte die Eingemeindung des größten Teils von Hiesfeld (9914 Einwohner 1910) für Dinslaken einen Zuwachs von 9000 Personen auf 20.000 Einwohner. 1965 hatte Dinslaken 50.000 Einwohner. Im Jahre 2003 erreichte die Bevölkerungszahl mit 71.193 ihren historischen Höchststand. Am 30. Juni 2006 betrug die „Amtliche Einwohnerzahl“ für Dinslaken nach Fortschreibung des Landesamtes für Datenverarbeitung und Statistik Nordrhein-Westfalen 70.127 (nur Hauptwohnsitze und nach Abgleich mit den anderen Landesämtern).
Die folgende Übersicht zeigt die Einwohnerzahlen nach dem jeweiligen Gebietsstand. Dabei handelt es sich um Volkszählungsergebnisse (¹) oder amtliche Fortschreibungen des Statistischen Landesamtes. Die Angaben beziehen sich ab 1871 auf die „Ortsanwesende Bevölkerung“, ab 1925 auf die Wohnbevölkerung und seit 1987 auf die „Bevölkerung am Ort der Hauptwohnung“. Vor 1871 wurde die Einwohnerzahl nach uneinheitlichen Erhebungsverfahren ermittelt.
| Jahr  | Einwohner |
| ----- | --------- |
| 1784  | 870       |
| 1840¹ | 1.526     |
| 1855¹ | 1.752     |
| 1871¹ | 2.147     |
| 1880¹ | 2.576     |
| 1890¹ | 2.700     |
| 1900¹ | 4.000     |
| 1910¹ | 8.323     |
| 1919¹ | 21.815    |
| 1925¹ | 25.229    |
| 1933¹ | 26.284    |
| 1939¹ | 26.734    |
| 1945  | 26.817    |
| 1946¹ | 27.277    |
| 1950¹ | 31.949    |

| Jahr  | Einwohner |
| ----- | --------- |
| 1956¹ | 37.813    |
| 1961¹ | 43.776    |
| 1965  | 51.760    |
| 1970¹ | 54.731    |
| 1975  | 56.965    |
| 1980  | 59.473    |
| 1985  | 61.032    |
| 1987¹ | 62.458    |
| 1990  | 65.313    |
| 1995  | 69.148    |
| 2000  | 70.714    |
| 2005  | 70.189    |
| 2006  | 70.233    |
| 2007  | 70.053    |
| 2008  | 69.731    |

| Jahr  | Einwohner |
| ----- | --------- |
| 2009  | 69.687    |
| 2010  | 69.472    |
| 2011¹ | 67.852    |
| 2011  | 69.227    |
| 2012  | 67.379    |
| 2013  | 67.190    |
| 2014  | 67.065    |
| 2015  | 67.452    |
| 2016  | 67.726    |
| 2017  | 67.489    |
| 2018  | 67.525    |
| 2019  | 67.373    |
| 2020  | 67.338    |
| 2021  | 67.114    |
| 2022  | 67.762    |

| Jahr | Einwohner |
| ---- | --------- |
| 2023 | 67.949    |

¹ Volkszählungsergebnis
Die folgende Übersicht zeigt die unterschiedliche Entwicklung der einzelnen Altersgruppen von 1990 bis 2023. Alle Daten stammen vom 31. Dezember des jeweiligen Jahres.

Die Anzahl der Kinder hat im Zeitverlauf abgenommen, die der Senioren deutlich zugenommen.
| Jahr | gesamt | Alter    | Alter     | Alter     | Alter   | Alter  | Alter   |
| Jahr | gesamt | 0 bis 14 | 15 bis 64 | 15 bis 64 | ab 65   | ab 65  |         |
| ---- | ------ | -------- | --------- | --------- | ------- | ------ | ------- |
| 1990 | 65.313 | 10.852   | 16,62 %   | 46.258    | 70,83 % | 8.203  | 12,56 % |
| 1995 | 69.148 | 11.592   | 16,76 %   | 47.883    | 69,25 % | 9.673  | 13,99 % |
| 2000 | 70.714 | 11.501   | 16,26 %   | 48.186    | 68,14 % | 11.027 | 15,59 % |
| 2005 | 70.189 | 9.835    | 14,01 %   | 47.003    | 66,97 % | 13.351 | 19,02 % |
| 2010 | 69.472 | 8.612    | 12,40 %   | 46.234    | 66,55 % | 14.626 | 21,05 % |
| 2015 | 67.452 | 8.121    | 12,04 %   | 44.344    | 65,74 % | 14.987 | 22,22 % |
| 2020 | 67.338 | 8.565    | 12,72 %   | 42.434    | 63,02 % | 16.339 | 24,26 % |
| 2023 | 67.949 | 9.032    | 13,29 %   | 41.782    | 61,49 % | 17.135 | 25,22 % |

Grafik der Altersstruktur für Bevölkerungsteile in Dinslaken ab 1990 (Datenquelle: Landesdatenbank IT.NRW Tabelle 12411-05ir)

Quelle: Landesbetrieb Information und Technik NRW

### Konfessionsstatistik
Laut der Volkszählung waren im Jahr 2011 34,0 % der Einwohner römisch-katholisch, 32,6 % evangelisch und 33,3 % waren konfessionslos, gehörten einer anderen Glaubensgemeinschaft an oder machten keine Angabe. Der Anteil der Protestanten und Katholiken an der Gesamtbevölkerung ist seitdem gesunken. Zum 31. Dezember 2024 waren von den 69.836 Einwohnern 26,5 % (18.540) katholisch, 24,4 % (17.006) evangelisch und 49,1 % gehörten anderen Konfessionen oder Glaubensgemeinschaften an oder waren konfessionslos.

## Politik

### Ergebnisse der Kommunalwahlen 2020 in Dinslaken
Die Sitze im Stadtrat verteilen sich nach dem Ergebnis der Kommunalwahl 2020 folgendermaßen auf die einzelnen Parteien:
| Partei | Stimmen | % (2020) | % (2014) | +/− | Sitze (2020) | Sitze (2014) | +/− |
| --- | --- | --- | --- | --- | --- | --- | --- |
| SPD | 7.633 | 29,0 % | 43,1 % | −14,1 % | 18 | 20 | −2 |
| CDU | 6.050 | 23,0 % | 29,6 % | −6,6 % | 14 | 13 | +1 |
| Bündnis 90/Die Grünen | 5.058 | 19,2 % | 8,7 % | +10,5 % | 12 | 4 | +8 |
| UBV | 3.202 | 12,2 % | 5,8 % | +6,4 % | 7 | 3 | +4 |
| Die LINKE | 1.523 | 5,8 % | 6,2 % | −0,4 % | 4 | 3 | +1 |
| Die PARTEI | 1.184 | 4,5 % | 0,0 % | +4,5 % | 3 | 0 | +3 |
| FDP | 1.101 | 4,2 % | 2,4 % | +1,8 % | 3 | 1 | +2 |
| AWG | 605 | 2,2 % | 1,3 % | +0,9 % | 1 | 1 | ±0 |
| Of.DIN | 0 | 0,0 % | 2,5 % | −2,5 % | 0 | 1 | −1 |
| Gültige Stimmen | 26.356 | | | | | | |
| Ungültige Stimmen | 563 | | | | | | |
| Stimmen Insgesamt | 26.919 | | | | 62 | 46 | +16 |
| Wahlberechtigte Insgesamt | 54.245 | 49,6 % | 49,9 % | −0,3 % | | | |
| Ratswahl 13.09.2020 DinslakenWahlbeteiligung von 49,6 % 3020100 29,0 %23,0 %19,2 %12,2 %5,8 %4,5 %4,2 %2,2 %n. k. % SPDCDUGrüneUBVdLinkePARTEIFDPAWGhOf.DINiGewinne und Verlusteim Vergleich zu 2014 %p 12 10 8 6 4 2 0 −2 −4 −6 −8−10−12−14−16−14,1 %p−6,6 %p+10,5 %p+6,4 %p−0,4 %p+4,5 %p+1,8 %p+0,9 %p−2,5 %pSPDCDUGrüneUBVLinkePARTEIFDPAWGOf.DINAnmerkungen:d Unabhängige Bürgervertretung Dinslakenh Alternative Wählergemeinschafti Offenes.Dinslaken | Ratswahl 13.09.2020 DinslakenWahlbeteiligung von 49,6 % 3020100 29,0 %23,0 %19,2 %12,2 %5,8 %4,5 %4,2 %2,2 %n. k. % SPDCDUGrüneUBVdLinkePARTEIFDPAWGhOf.DINiGewinne und Verlusteim Vergleich zu 2014 %p 12 10 8 6 4 2 0 −2 −4 −6 −8−10−12−14−16−14,1 %p−6,6 %p+10,5 %p+6,4 %p−0,4 %p+4,5 %p+1,8 %p+0,9 %p−2,5 %pSPDCDUGrüneUBVLinkePARTEIFDPAWGOf.DINAnmerkungen:d Unabhängige Bürgervertretung Dinslakenh Alternative Wählergemeinschafti Offenes.Dinslaken | Ratswahl 13.09.2020 DinslakenWahlbeteiligung von 49,6 % 3020100 29,0 %23,0 %19,2 %12,2 %5,8 %4,5 %4,2 %2,2 %n. k. % SPDCDUGrüneUBVdLinkePARTEIFDPAWGhOf.DINiGewinne und Verlusteim Vergleich zu 2014 %p 12 10 8 6 4 2 0 −2 −4 −6 −8−10−12−14−16−14,1 %p−6,6 %p+10,5 %p+6,4 %p−0,4 %p+4,5 %p+1,8 %p+0,9 %p−2,5 %pSPDCDUGrüneUBVLinkePARTEIFDPAWGOf.DINAnmerkungen:d Unabhängige Bürgervertretung Dinslakenh Alternative Wählergemeinschafti Offenes.Dinslaken | Ratswahl 13.09.2020 DinslakenWahlbeteiligung von 49,6 % 3020100 29,0 %23,0 %19,2 %12,2 %5,8 %4,5 %4,2 %2,2 %n. k. % SPDCDUGrüneUBVdLinkePARTEIFDPAWGhOf.DINiGewinne und Verlusteim Vergleich zu 2014 %p 12 10 8 6 4 2 0 −2 −4 −6 −8−10−12−14−16−14,1 %p−6,6 %p+10,5 %p+6,4 %p−0,4 %p+4,5 %p+1,8 %p+0,9 %p−2,5 %pSPDCDUGrüneUBVLinkePARTEIFDPAWGOf.DINAnmerkungen:d Unabhängige Bürgervertretung Dinslakenh Alternative Wählergemeinschafti Offenes.Dinslaken | Sitzverteilung Ratswahl 13.09.2020 DinslakenInsgesamt 62 Sitze - Linke: 4 - SPD: 18 - PARTEI: 3 - Grüne: 12 - CDU: 14 - FDP: 3 - Sonst.: 8 Sonstige: (8 Sitze) > „UBV“ = 7 Sitze > „AWG“ = 1 Sitz | Sitzverteilung Ratswahl 13.09.2020 DinslakenInsgesamt 62 Sitze - Linke: 4 - SPD: 18 - PARTEI: 3 - Grüne: 12 - CDU: 14 - FDP: 3 - Sonst.: 8 Sonstige: (8 Sitze) > „UBV“ = 7 Sitze > „AWG“ = 1 Sitz | Sitzverteilung Ratswahl 13.09.2020 DinslakenInsgesamt 62 Sitze - Linke: 4 - SPD: 18 - PARTEI: 3 - Grüne: 12 - CDU: 14 - FDP: 3 - Sonst.: 8 Sonstige: (8 Sitze) > „UBV“ = 7 Sitze > „AWG“ = 1 Sitz | Sitzverteilung Ratswahl 13.09.2020 DinslakenInsgesamt 62 Sitze - Linke: 4 - SPD: 18 - PARTEI: 3 - Grüne: 12 - CDU: 14 - FDP: 3 - Sonst.: 8 Sonstige: (8 Sitze) > „UBV“ = 7 Sitze > „AWG“ = 1 Sitz |

| Partei | Kandidat*                 | Stimmen | % (2020) |
| --- | ------------------------- | ------- | -------- |
| SPD | Heidinger, Dr. Michael    | 10.923  | 41,4 %   |
| | Eislöffel, Michaela       | 9.818   | 37,2 %   |
| UBV | Giezek, Thomas            | 4.041   | 15,3 %   |
| Die LINKE | Baßfeld, Gerd             | 1.595   | 6,1 %    |
| Gültige Stimmen | Gültige Stimmen           | 26.377  |          |
| Ungültige Stimmen | Ungültige Stimmen         | 517     |          |
| Stimmen Insgesamt | Stimmen Insgesamt         | 26.894  |          |
| Wahlberechtigte Insgesamt | Wahlberechtigte Insgesamt | 54.245  | 49,6 %   |
| Bürgermeisterwahl* 13.09.2020 DinslakenWahlbeteiligung von 49,6 % 50403020100 41,4 %37,2 %15,3 %6,1 % SPDaSonst.bUBVcLinkedAnmerkungen:a Heidinger, Dr. Michaelb Eislöffel, Michaelac Giezek, Thomasd Baßfeld, Gerd |                           |         |          |

| Partei | Kandidat*                 | Stimmen | % (2020) |
| --- | ------------------------- | ------- | -------- |
| | Eislöffel, Michaela       | 10.856  | 55,1 %   |
| SPD | Heidinger, Dr. Michael    | 8.846   | 44,9 %   |
| Gültige Stimmen | Gültige Stimmen           | 19.702  |          |
| Ungültige Stimmen | Ungültige Stimmen         | 171     |          |
| Stimmen Insgesamt | Stimmen Insgesamt         | 19.873  |          |
| Wahlberechtigte Insgesamt | Wahlberechtigte Insgesamt | 54.234  | 36,6 %   |
| Bürgermeisterstichwahl* 27.09.2020 DinslakenWahlbeteiligung von 36,6 % 6050403020100 55,1 %44,9 % Sonst.aSPDbAnmerkungen:a Eislöffel, Michaelab Heidinger, Dr. Michael |                           |         |          |

### Bürgermeister
Seit dem 15. Jahrhundert sind die Namen von Dinslakener Bürgermeister bekannt, jeweils getrennt für die Altstadt und die Neustadt. Seit dem 19. Jahrhundert gibt es einen gemeinsamen Bürgermeister. Sabine Weiss war die erste direkt gewählte Bürgermeisterin Dinslakens und bekleidete das Amt von 1999 bis 2009, bis zu ihrem Gewinn eines Direktmandates für den Deutschen Bundestag.
Eine vollständige Liste aller Bürgermeister findet sich auf der Liste von Persönlichkeiten der Stadt Dinslaken.
Die Bürgermeister im 21. Jahrhundert waren bzw. sind:
- 1999 bis 2009 Sabine Weiss (CDU)
- 2009 bis 2020 Michael Heidinger (SPD)
- seit November 2020 Michaela Eislöffel (parteilos)

Die Bürgermeisterwahl 2020 gewann die parteilose Michaela Eislöffel. Sie wurde in der Stichwahl am 27. September mit 55,1 % der gültigen Stimmen gewählt und trat das Amt als Bürgermeisterin zum 1. November 2020 an.

### Städtepartnerschaften
Dinslaken ist durch Städtepartnerschaften verbunden mit
- Agen in Aquitanien, Frankreich, seit 1975
- Arad, Israel, seit 1989

Seit dem 28. Mai 2022 ist Dinslaken Mitglied des internationalen Städtebunds Neue Hanse.
Im Rahmen der Feierlichkeiten zum 750-jährigen Stadtjubiläum im Jahr 2023 waren erstmals die Bürgermeister der beiden Partnerstädte Agen (Frankreich) und Arad (Israel), Jean Dionis du Séjour und Nisan Ben Hamo, zeitgleich mit ihren Delegationen in Dinslaken zu Gast. Auf Einladung von Bürgermeisterin Michaela Eislöffel nahmen sie an der offiziellen Eröffnungsveranstaltung am 26. Februar in der Kathrin-Türks-Halle teil. Das gemeinsame Auftreten der Partnerstädte wurde als Zeichen der internationalen Verbundenheit und der langjährigen Freundschaften gewertet, die Dinslaken im Rahmen seiner Städtepartnerschaften pflegt.  Dinslaken unterhält offizielle Partnerschaften mit Agen seit 1975 und Arad seit 1989. Eine Vertiefung der Partnerschaften erfolgte 2025 mit dem offiziellen Besuch von Bürgermeisterin Eislöffel in Agen anlässlich des 50‑jährigen Jubiläums der Partnerschaft zwischen Dinslaken und Agen.

## Kultur und Sehenswürdigkeiten

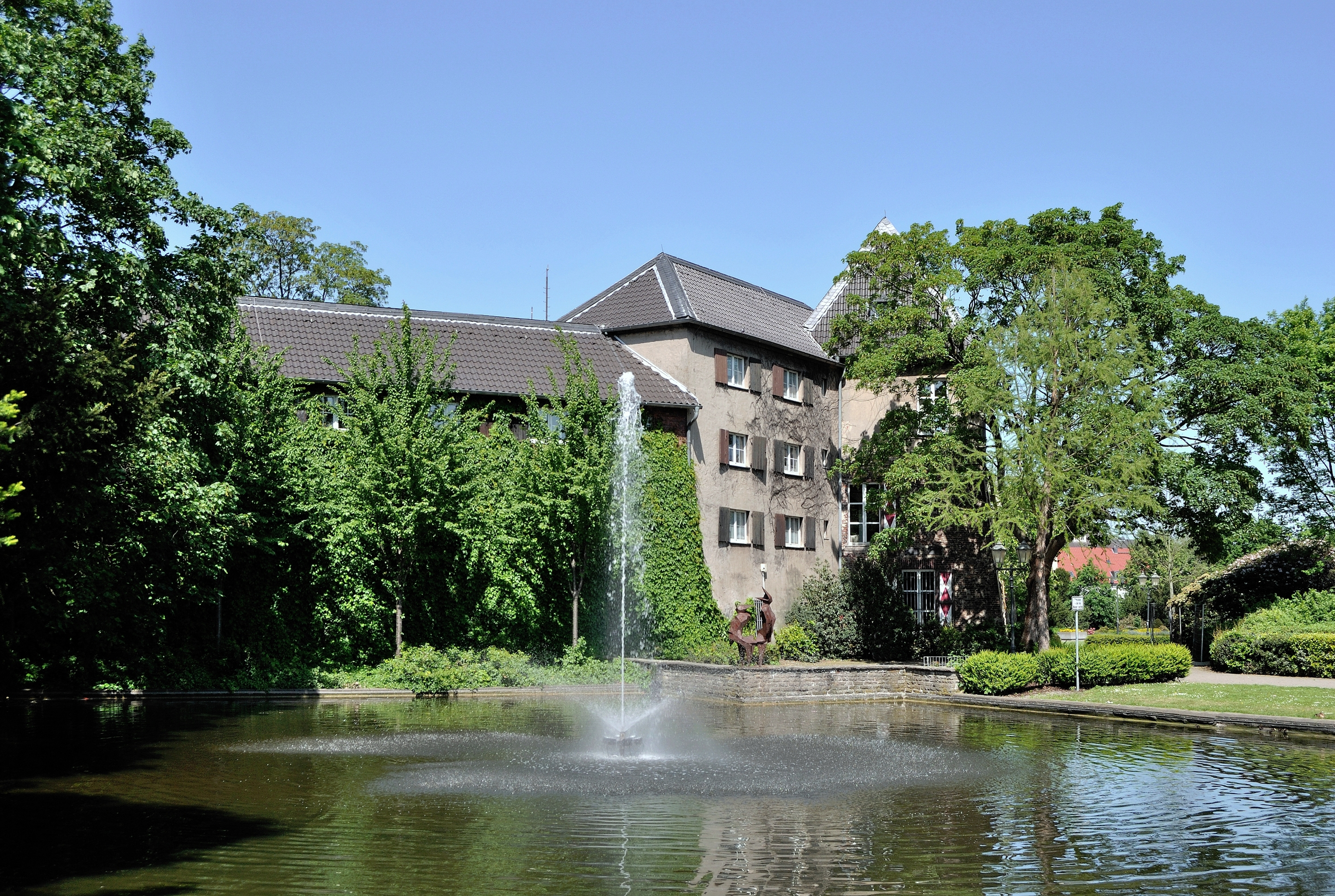
Die Burg
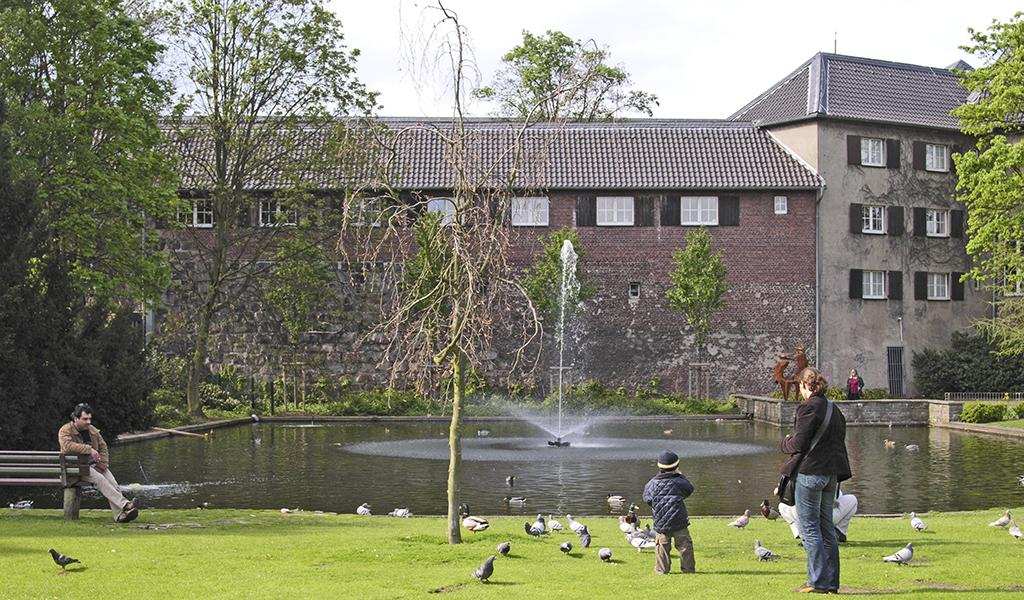
Seitenansicht der Burg
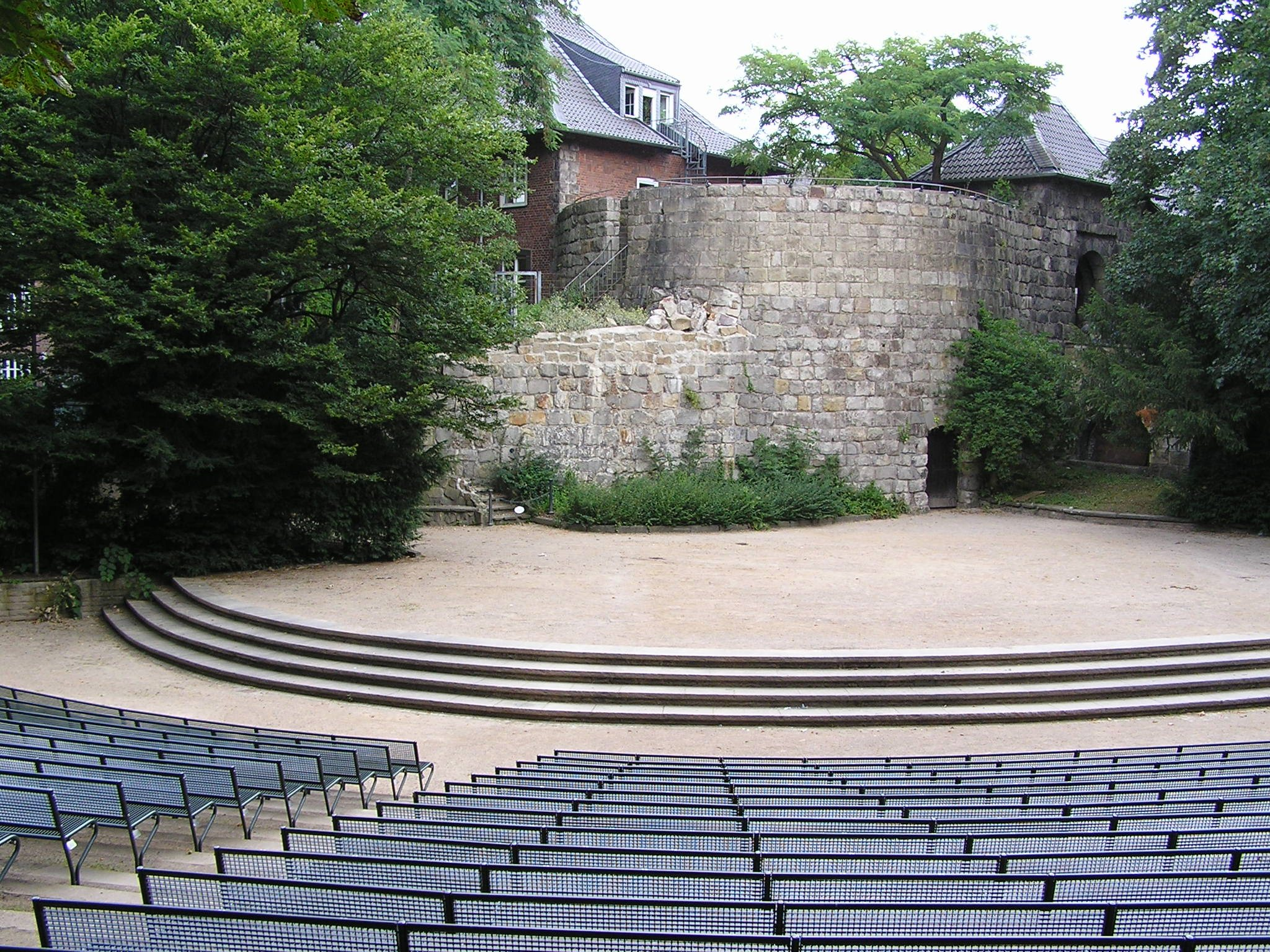
Burgtheater

### Theater
- Burghofbühne Dinslaken
- Burgtheater Dinslaken
- Filou-Theater

### Museen
- Stadthistorisches Museum Voswinckelshof
- Motor-Archiv-Krulik
- Mühlenmuseum Hiesfeld

### Bauwerke

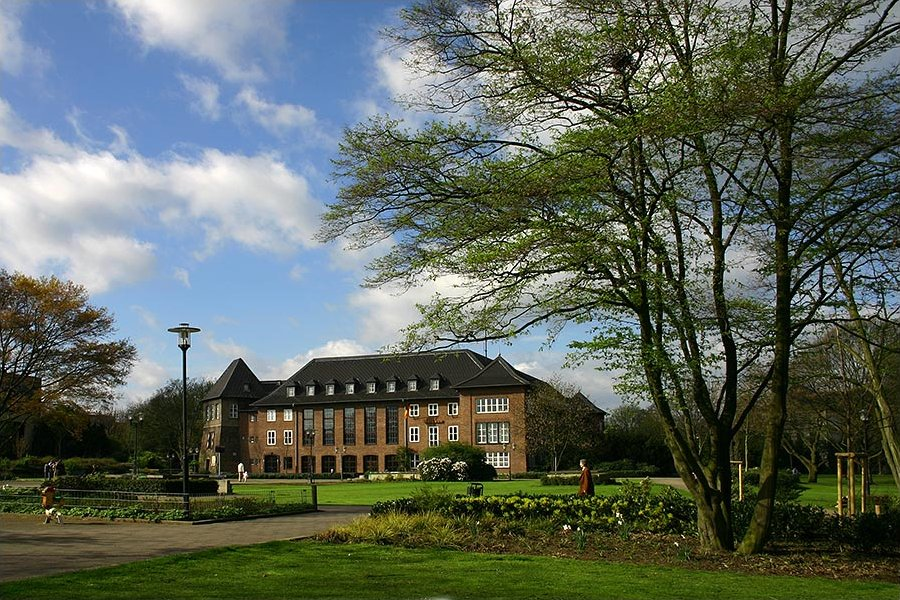
Rathaus

Die Reste der mittelalterlichen Burg Dinslaken sind Teil des jetzigen Rathauses. Ein Geschlecht, das sich nach der Burg benannte, wurde 1163 erstmals urkundlich erwähnt. Neben der Burg befindet sich das Burgtheater, die Freiluft-Bühne der Stadt. Bei der Bollwerkskathe handelt es sich um eine ehemalige Schmiede, die aus dem Stadtteil Hiesfeld stammt und vor ein erhaltenes Stück der mittelalterlichen Stadtmauer aus Feldbrandziegeln gesetzt wurde. Diese wurde 2007 renoviert und vor dem Verfall bewahrt. Die Stadtmauer war ursprünglich 2,50 m bis 3 m hoch. Von der alten Stadtbefestigung blieb nur das Rittertor sowie einige Mauerabschnitte entlang des Rotbachs erhalten (Der Bollwerkskathe gegenüber steht eine Lore aus der Zeche Lohberg/Osterfeld, in der unter Dinslaken Steinkohle abgebaut wurde.).
Der Voswinckelshof geht auf das 13. Jahrhundert zurück. Er war einer von vier Adelssitzen in der Stadt. 1527 schlossen die Besitzer mit der Stadt Dinslaken einen Vertrag, der es ihnen erlaubte, ein Stück der Stadtmauer an ihrem Besitz abzureißen, um ein neues Gebäude außerhalb des Verlaufs der Stadtmauer zu errichten. Das heutige, wohl Ende des 18. Jahrhunderts errichtete Gebäude steht auf den Fundamenten eines Vorgängerbaus, der 1527 entstand. Vor dem Ersten Weltkrieg war der Voswinckelshof ein Kindererholungsheim. Seit 1955 ist darin das stadthistorische „Museum Voswinckelshof“ untergebracht. Es wurde nach einer umfassenden Bausanierung 1999 wieder eröffnet und bietet seither ein vielfältiges Ausstellungs- und Veranstaltungsprogramm an.

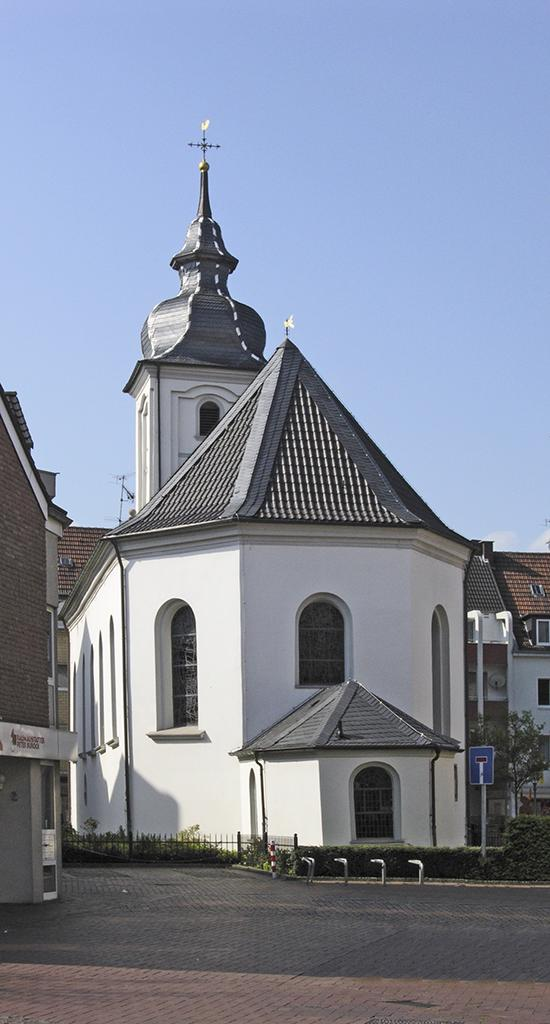
Evangelische Stadtkirche

Die St.-Vincentius-Kirche ist eine der beiden Stadtkirchen in der historischen Altstadt, sie wurde 1273 als „Capella Curata“ gegründet und erst 1436 zur Pfarrkirche erhoben; so lange gehörten die Dinslakener Christen noch zur Hiesfelder Mutterkirche, die später zum evangelischen Glauben wechselte.
Die Kirche wurde als frühgotische Hallenkirche errichtet, aus Ziegelsteinen, markante äußere Änderungen gab es nur am Turm im Westen der Kirche, der mehrfach neue Turmhauben erhielt.
In den letzten Kriegstagen kam es zu einem Artillerietreffer des Turmes, der 14 Tage später einbrach und die Hälfte der Kirche unter sich begrub.
1951 erfolgte der Neubau des Westendes, bei dem ein Querschiff mit Westchor angebaut wurde, und eines neuen Glockenturms im Nordwesten der Kirche.
Durch diese ungewöhnliche Kombination ist diese Kirche nahezu einmalig in ihrer Bauweise.
Seit 2007 läuten die Glocken der aufgegebenen Christuskirche im Turm der St.-Vincentius-Kirche.
Die Kirche ist öffentlich zugänglich zu bestimmten Tageszeiten.
Die Evangelische Stadtkirche ist aus dem Jahre 1720 erhalten. Ursprünglich 1653 gegründet, brannte sie im Jahre 1717 ab, wurde neu errichtet und 1723 eingeweiht. 2000 wurde die Kirche grundlegend restauriert (Einsturzgefahr wegen Schäden am Fundament und an der Turmkonstruktion) und ist seither wieder für alle Gläubigen und Interessierten offen.
Seit 2007 ist sie Gottesdienststätte für die Innenstadt sowie den Bezirk Christuskirche nach dem Abriss der Christuskirche.
Die beiden Fördergerüste der ehem. Zeche Lohberg zeugen von der früheren Bedeutung des Steinkohlenbergbaus für Dinslaken. Das Gerüst über Schacht 1 aus der Gründungszeit der Zeche (1910) ist ein deutsches Strebengerüst. Das Gerüst von Schacht 2 wurde 1955/56 vom Architekten Fritz Schupp entworfen. Es ist eine einmalige Mischkonstruktion von Turmfördergerüst und Doppelbock. Heute ist die 70,5 Meter hohe Konstruktion Landmarke und Wahrzeichen des Stadtteils Lohberg.

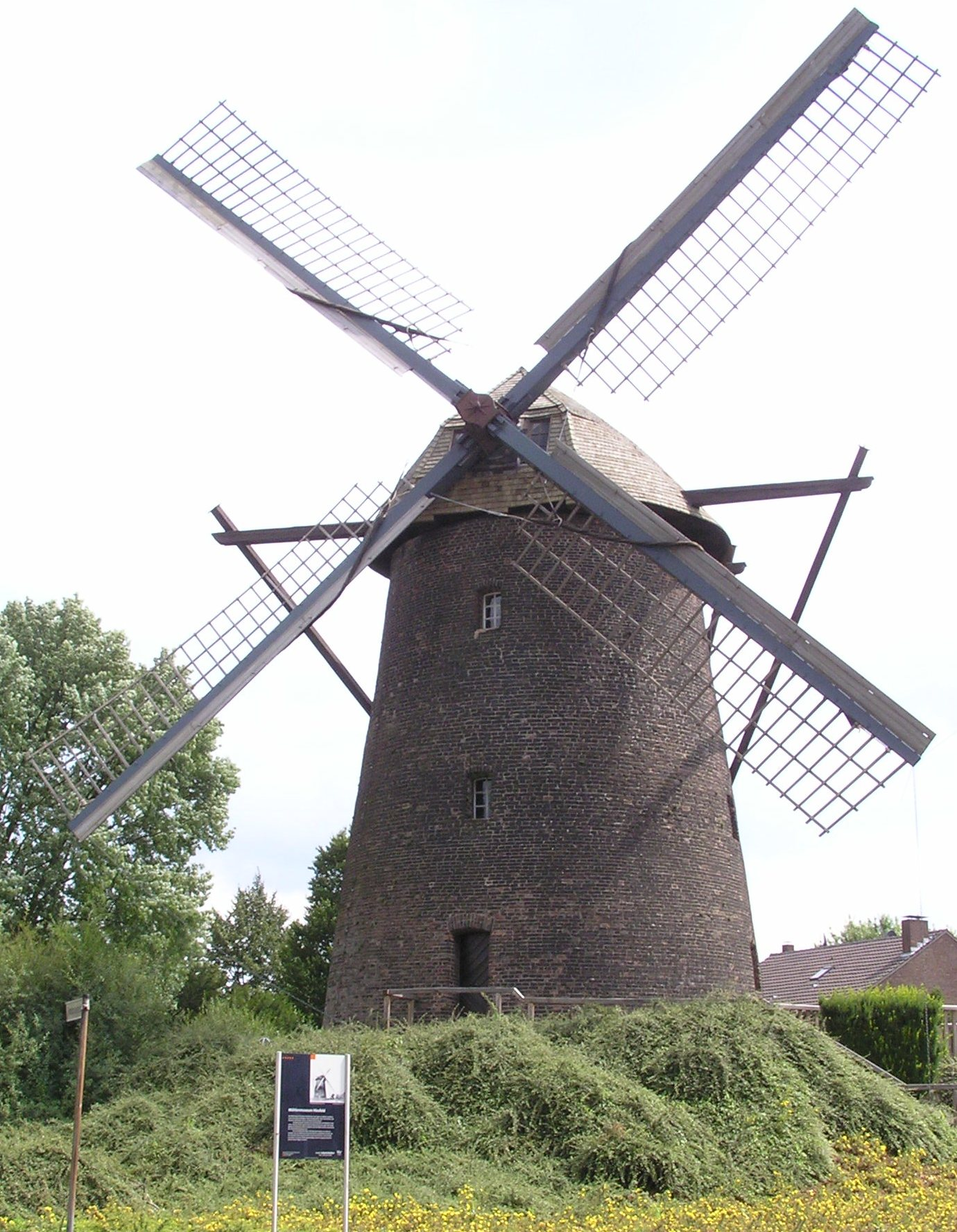
Hiesfelder Windmühle

Erwähnenswerte Bauwerke sind außerdem die Windmühle und die Wassermühle im Ortsteil Hiesfeld.

### Natur und Freizeit
- Tenderingsseen in der Nähe des nordwestlich gelegenen Ortsteil Bruch, hier insbesondere das Strandbad. Wobei nach den Ortsgrenzen keiner der Seen tatsächlich zu Dinslaken gehört.
- Radweg Rotbach-Route am Rotbach mit Rotbachsee und Emschermündung
- die Innenstadt bietet zahlreiche Einkaufsmöglichkeiten

### Sport

#### Vereine und Sportanlagen
- Bürger-Schützen-Verein Dinslaken 1461, ältester Schützenverein der Stadt
- Trabrennbahn (die einzige Halbmeilenbahn in Deutschland; letzter Renntag am 31. Dezember 2022)[31][32][33]
- Eissporthalle Dinslaken (Zuhause der Dinslaken Kobras, früher DEC und DEV)
- Dorotheen Kampfbahn (Zuhause des VfB Lohberg)
- Stadion am Rotbachsee (Zuhause des TV Jahn Hiesfeld)
- Bezirkssportanlage an der Voerder Straße (Zuhause des SuS 09 Dinslaken)
- Platzanlage am Volkspark (Zuhause des SC Wacker Dinslaken)
- Flugplatz Dinslaken/Schwarze Heide (Zuhause des Luftsportverein Dinslaken e. V.)
- Bezirkssportanlage Oberlohberg (Zuhause der SGP Oberlohberg)
- Wohnungswald mit unterschiedlichen, beschilderten Laufstrecken
- Durch den Aufstieg der 1. Herrenmannschaft des Schachverein Dinslaken 1923 e. V. in der Saison 2014/2015 stellt die Stadt erstmals einen Vertreter in der 2. Bundesliga.
- Am 10. Juni 2023 fand die 39. Deutsche Mannschaftsmeisterschaft im Blitzschach in der Kathrin-Türks-Halle in Dinslaken statt: 1. SC Remagen-Sinzig, 2. SG Solingen, 3. Werder Bremen, 4. Bayern München, 5. Düsseldorfer SK …, 15. SV Dinslaken 1923 …, 26 Mannschaften.[34][35]

#### Inklusion
2021 bewarb sich die Stadt als Host Town für die Gestaltung eines viertägigen Programms für eine internationale Delegation der Special Olympics World Summer Games 2023 in Berlin. 2022 wurde sie als Gastgeberin für Special Olympics Malediven ausgewählt. Damit wurde sie Teil des größten kommunalen Inklusionsprojekts in der Geschichte der Bundesrepublik mit mehr als 200 Host Towns.

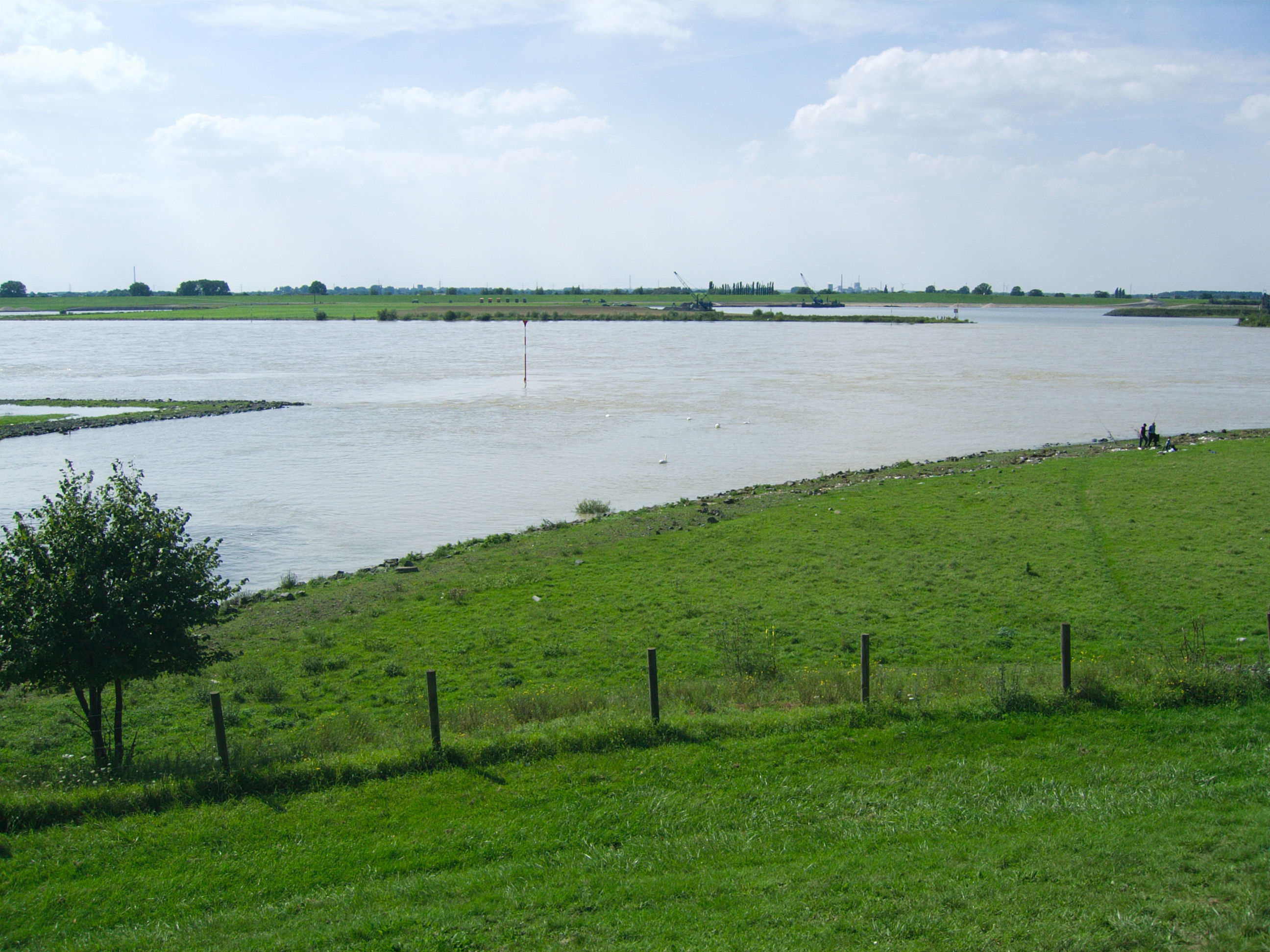
Die Emschermündung in den Rhein
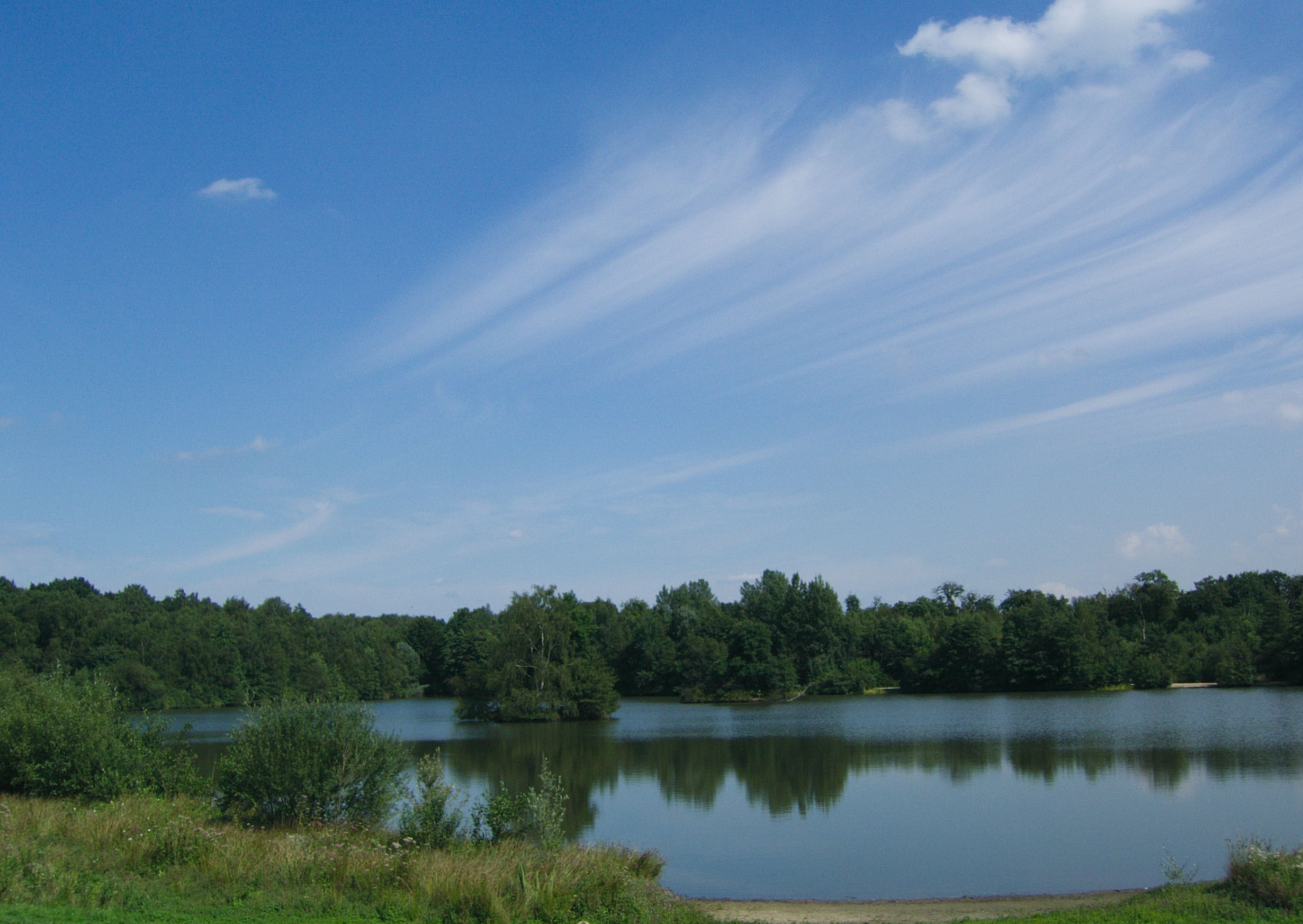
Der Rotbachsee
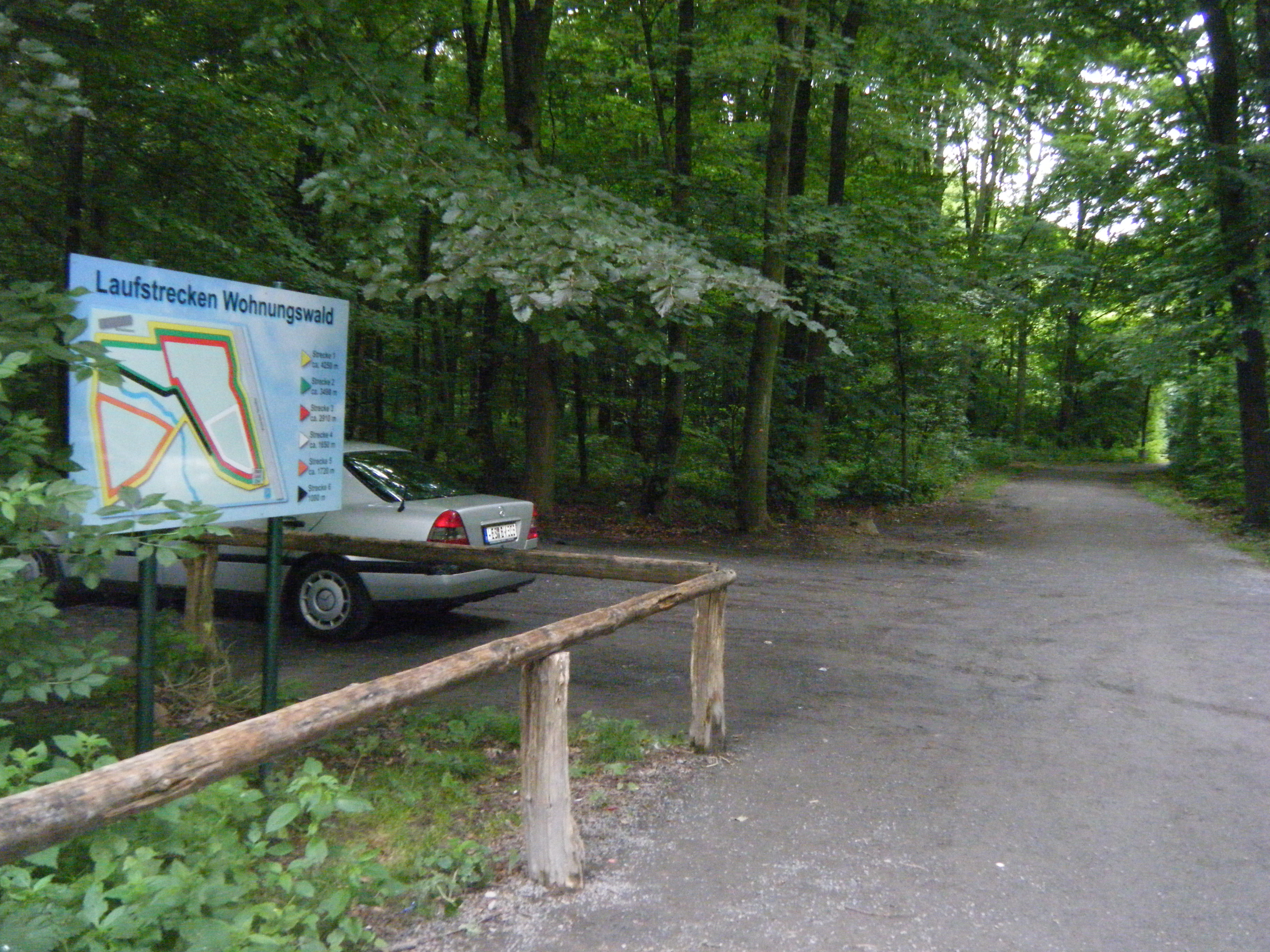
Laufstrecke im Wohnungswald

### Sonstiges
In Dinslaken befindet sich die größte Kugelschreibersammlung der Welt. Sie enthält über 220 000 Kugelschreiber aus 146 Ländern.

## Wirtschaft und Infrastruktur

### Bergbau
Von 1914 bis 2005 war das Steinkohlebergwerk Zeche Lohberg (ab 1989 Bergwerk Lohberg-Osterfeld) im Dinslakener Stadtteil Lohberg aktiv. Sie war zeitweise mit über 5000 Beschäftigten der größte Arbeitgeber der Stadt.

### Metallverarbeitung
Ein großes metallverarbeitendes Unternehmen ist Benteler Steel Tube, das am Standort Dinslaken Stahlrohre herstellt und etwa 500 Mitarbeiter beschäftigt.

### Einzelhandel
Im Juli 2012 waren ca. 400 Einzelhandelsbetriebe mit einer Gesamtverkaufsfläche von rund 122.000 Quadratmetern im gesamten Stadtgebiet vorhanden. In der Dinslakener Innenstadt sind (Stand September 2014) 165 Anbieter, darunter Einzelhandelsläden wie beispielsweise Betty Barclay, Jack Wolfskin, Brillen Eckmann, Küchen Penzel und Eine-Welt-Laden Dinslaken. Ein Einzelhandelsgutachten der Gesellschaft für Markt- und Absatzforschung (GMA) vom April 2008 beschrieb den Bedarf der Verbesserung der Versorgungssituation in Dinslaken nach der Aufgabe eines Vollsortimenters und mehrerer Nahversorger im Stadtzentrum und stellte fest, „dass eine mögliche Revitalisierung dieses Bereiches den Zielen des Einzelhandel- und Zentrenkonzeptes (übergeordnete Ziel einer möglichst flächendeckenden wohnungsnahen Grundversorgung) nicht entgegensteht.“ Mit der Neutor Galerie Dinslaken auf dem Areal des ehemaligen Hertie Waren- und Kaufhauses sind im Herbst 2014 weitere 16.000 m² hinzugekommen.

### Verkehr
Für den gesamten Öffentlichen Personennahverkehr (ÖPNV) gilt der Tarif des Verkehrsverbundes Rhein-Ruhr und tarifraumüberschreitend der NRW-Tarif. Es gibt mehrere Buslinien und Bushaltestellen über ganz Dinslaken verteilt, einen Bahnhof in der Stadtmitte und die Linie 903 der Stadtbahn Duisburg, die in Richtung Duisburg Hbf und weiter fährt. Diese niederflurige Straßenbahnlinie hat fünf oberirdische Haltestellen in Dinslaken (von Süden nach Norden: Bärenstraße, Pollenkamp, Trabrennbahn, Neustraße, Bahnhof).

#### Eisenbahn

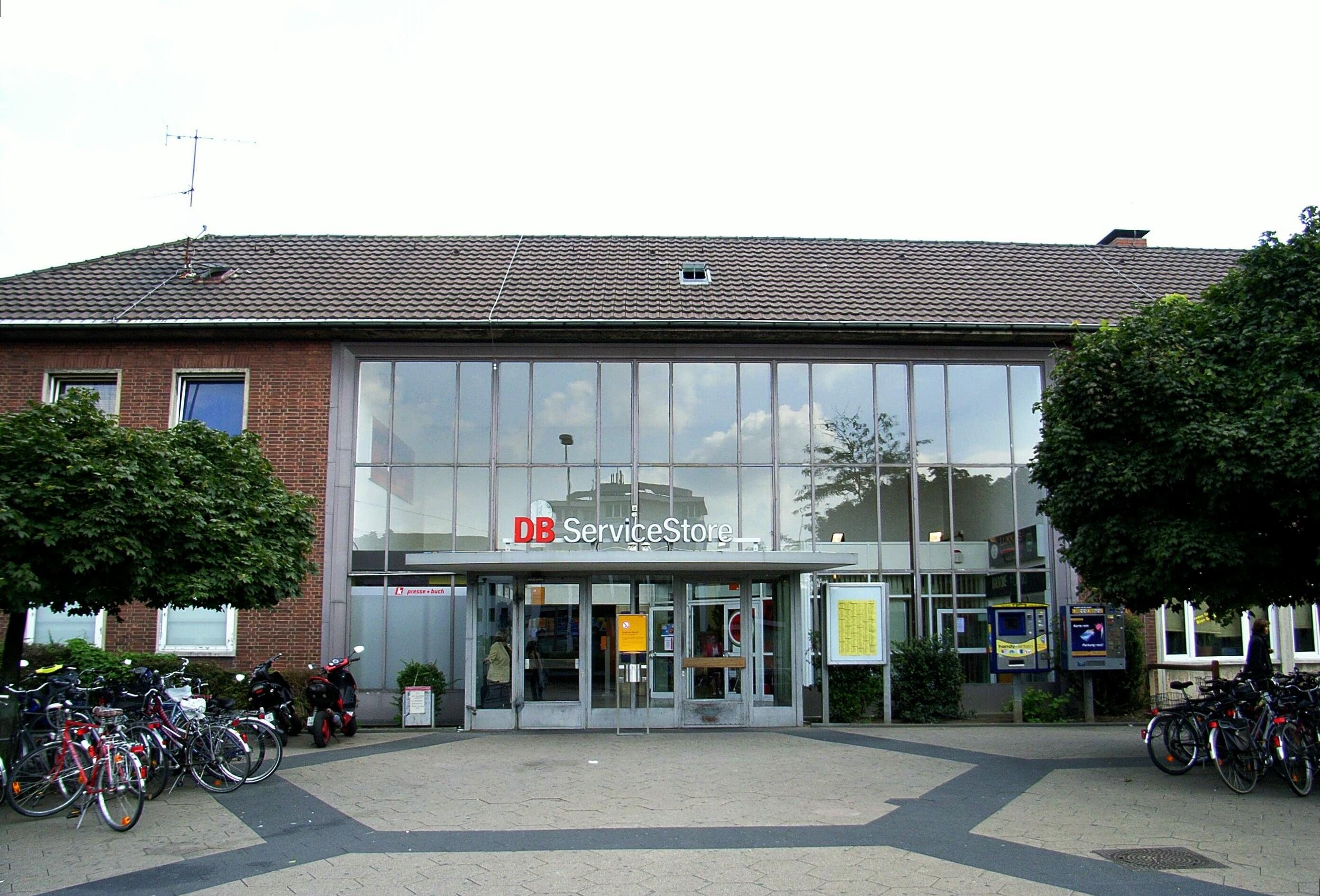
Bahnhofsgebäude

Der Bahnhof Dinslaken liegt ungefähr 600 m nordöstlich des Stadtzentrums an der Bahnstrecke Oberhausen–Arnhem.
Im SPNV verkehrt am Bahnhof der Rhein-Express (RE 5), der Rhein-IJssel-Express (RE 19) und der Wupper-Lippe-Express (RE 49). Für den gesamten ÖPNV gilt der Tarif des Verkehrsverbundes Rhein-Ruhr (VRR) und tarifraumüberschreitend der NRW-Tarif.
Seit ihrem Amtsantritt setzt sich Bürgermeisterin Michaela Eislöffel für die Sanierung des rund 70 Jahre alten Dinslakener Bahnhofs ein. In Zusammenarbeit mit dem Landtagsabgeordneten Stefan Zimkeit und der ehemaligen Bundestagsabgeordneten Sabine Weiss fanden wiederholt Gespräche mit der Deutschen Bahn statt. Ende 2024 wurde das Bahnhofsgebäude in das Landesprogramm „Schöner Ankommen in NRW“ aufgenommen. Erste Renovierungsmaßnahmen begannen im Sommer 2025 und sollen bis August 2026 abgeschlossen sein. Langfristig ist eine umfassende Sanierung des Gebäudes sowie die Einrichtung einer Fahrradstation geplant.

#### Bus- und Straßenbahnverkehr
Im Straßenpersonennahverkehr verkehren
- die Schnellbus-Linie SB 3 nach Wesel zur Verknüpfung mit der Nachbargemeinde Hünxe,
- die Straßenbahn-Linie 903 der Duisburger Verkehrsgesellschaft, die in der Regel im 15-Minuten-Takt von Dinslaken über Walsum, Hamborn, Meiderich, Duisburg Hauptbahnhof, Stadtmitte und Hochfeld nach Hüttenheim fährt, sowie
- acht weitere Regional- und Stadtbuslinien, die von der NIAG betrieben werden, zur räumlichen und innerstädtischen Erschließung.

#### Straßen
Dinslaken ist an die Bundesautobahnen 3 (E35) und 59 sowie die Bundesstraße 8 angebunden, die alle drei über Dinslakener Stadtgebiet führen. Die Bundesautobahn 3 erreicht am nahegelegenen Autobahnkreuz Oberhausen auch die Bundesautobahnen 2 und 516. Die A59 beginnt in Dinslaken an der Anschlussstelle Dinslaken-West und besitzt keine Verbindung zur Bundesautobahn 3 auf Dinslakener Stadtgebiet, jedoch wird diese Verbindung durch die Bundesstraße 8 gewährleistet.

### Bildung
Die Stadt Dinslaken verfügt über zehn im Stadtgebiet verteilte Grundschulen, drei Gymnasien, eine Realschule, zwei Gesamtschulen, ein auf zwei Standorte verteiltes Berufskolleg, eine Förderschule und die Waldorfschule Dinslaken. Davon sind ein Gymnasium und eine Realschule zusammengefasst im Gustav-Heinemann-Schulzentrum (GHZ) in Dinslaken-Hiesfeld, wobei die Realschule im Sommer 2021 umzieht und das „Gymnasium im Gustav-Heinemann-Schulzentrum“ (GHZ) sich das Gebäude mit der neu entstehenden „Gesamtschule Hiesfeld“ teilt und in Gustav-Heinemann-Gymnasium (GHG) umbenannt wird. Die beiden anderen Gymnasien sind das Otto-Hahn-Gymnasium sowie das Theodor-Heuss-Gymnasium. Gesamtschulunterricht wird erteilt an der Ernst-Barlach-Gesamtschule.

## Persönlichkeiten
Zu bekannten gebürtigen und mit der Stadt Dinslaken verbundene Persönlichkeiten gehören Personen aus Geschichte und Religion, wie beispielsweise der niederrheinische Bildschnitzer Heinrich Douvermann, Personen der Wirtschaft, wie der Unternehmer und Pharmalobbyist Bernd Wegener, aber auch Personen aus Kunst und Kultur, sowie Militär, Wissenschaft, Politik und viele Sportler. Eine vollständige Liste, inklusive Bürgermeister und Ehrenbürger, findet sich im Hauptartikel Liste von Persönlichkeiten der Stadt Dinslaken